# Illeték
Az illeték egy speciális állami bevétel, amelynek célja az állami és társadalmi feladatokhoz való arányos hozzájárulás megteremtése. Az illeték célja elvileg az, hogy valamilyen állami szerv (bíróság vagy közigazgatási szerv) egy ügyfél érdekében végzett eljárását finanszírozza. Az illeték sajátossága az adóval szemben 2011-ig az volt, hogy míg az adóért közvetlen ellenszolgáltatás nem jár, addig az illeték fizetője valamilyen kézzelfogható állami szolgáltatást vehet igénybe. 
Mivel az illeték nem a szerződő felek szabad akaratából létrejött ügylet ellenértéke, ezért az ár részének nem tekinthető.

## Története Magyarországon
Az illeték egykor az okozott költséghez igazodott (ú.n. illeték-elv), ám ezt egyre inkább háttérbe szorította az adóztatás iránti (költségvetési bevételi) szükséglet (ú.n. adóelv). Az illetékszerű közszolgáltatás régebbi eredetű, mint maga az adó. 
Lerovási módjai lehettek: bélyeg (bélyeges űrlap) használata vagy pénzben fizetés. Mértéke: az értéktől függetlenül vagy azzal kapcsolatban meghatározott tétel (állandó összegű illeték) vagy az érték után megállapított százalék (százalékos illeték). 
Magyarországon az illetékeket az 1850. augusztus 2-i császári nyílt parancs rendszeresítette. Az ezt követő évtizedek alatt kialakult új rendszer szakított az addigi „jog-illetékek“ és „bélyeg-illetékek“ felosztással és az illetékeket 4 csoportba sorolta:
- vagyonátruházási illetékek (ide tartoznak az öröklési és az ajándékozási illetékek is, amelyek egyes külföldi jogrendszerekben mint adók szerepelnek);
- az okirati illeték;
- a törvénykezési, peres vagy peren kívüli bírói elírásokban lerovandó illetékek;
- a közigazgatási eljárásokban lerovandó illetékek.

Az illetékek kezelését a magyar királyi (m. kir.) adóhivatalok látták el (Budapest területén a m. kir. illeték-kiszabási hivatal).
Az Alaptörvény elfogadása óta számos, addig illetéknek nevezett, közterhet adónak neveznek. 

## Fajtái
Az illetéktörvény (1990. évi XCIII. törvény) szerint:

„Öröklés, ajándékozás és visszterhes vagyonátruházás esetén vagyonszerzési illetéket, a közigazgatási hatósági és bírósági eljárásért eljárási illetéket vagy az e törvényben meghatározott módon, de külön jogszabályban megállapított igazgatási, bírósági szolgáltatási díjat, a cégbíróságok törvényességi felügyeleti tevékenységéért felügyeleti illetéket kell fizetni.”